# Mesochorus ibericus
Mesochorus ibericus là một loài tò vò trong họ Ichneumonidae.